# 萊巴嫩鎮區 (密西根州)
萊巴嫩鎮區（英語：Lebanon Township）是位於美國密西根州克林頓縣的一個行政鎮區。

## 地方資料
萊巴嫩鎮區的面積為91.69平方千米，當中陸地面積為90.91平方千米，而水域面積為0.78平方千米。根據2020年美國人口普查的數據，當地共有人口597人，而人口密度為每平方千米6.51人。